# Phaio salmoni
Phaio salmoni là một loài bướm đêm thuộc phân họ Arctiinae, họ Erebidae.